# Apeadero de Marchil
El Apeadero de Marchil fue una plataforma ferroviaria de la Línea del Algarve, que servía a la zona de Marchil, en el ayuntamiento de Faro, en Portugal.

## Historia
Este apeadero se encontraba en el tramo entre Amoreiras-Odemira y Faro, que fue inaugurado el 1 de julio de 1889.